# Phostria chrysomera
Phostria chrysomera là một loài bướm đêm trong họ Crambidae.